# يومي واتانابي
يومي واتانابي (渡邊 由美) (مواليد 2 يوليو 1970)، هي لاعبة كرة قدم كانت تلعب كمدافع. ولعبت مع منتخب اليابان لكرة القدم للسيدات.

## وصلات خارجية
- يومي واتانابي على موقع الاتحاد الدولي (مؤرشف)  (الإنجليزية)
- يومي واتانابي على موقع Soccerway.com (الإنجليزية)
- يومي واتانابي على موقع عالم كرة القدم.نت (الإنجليزية)